# 에레혼

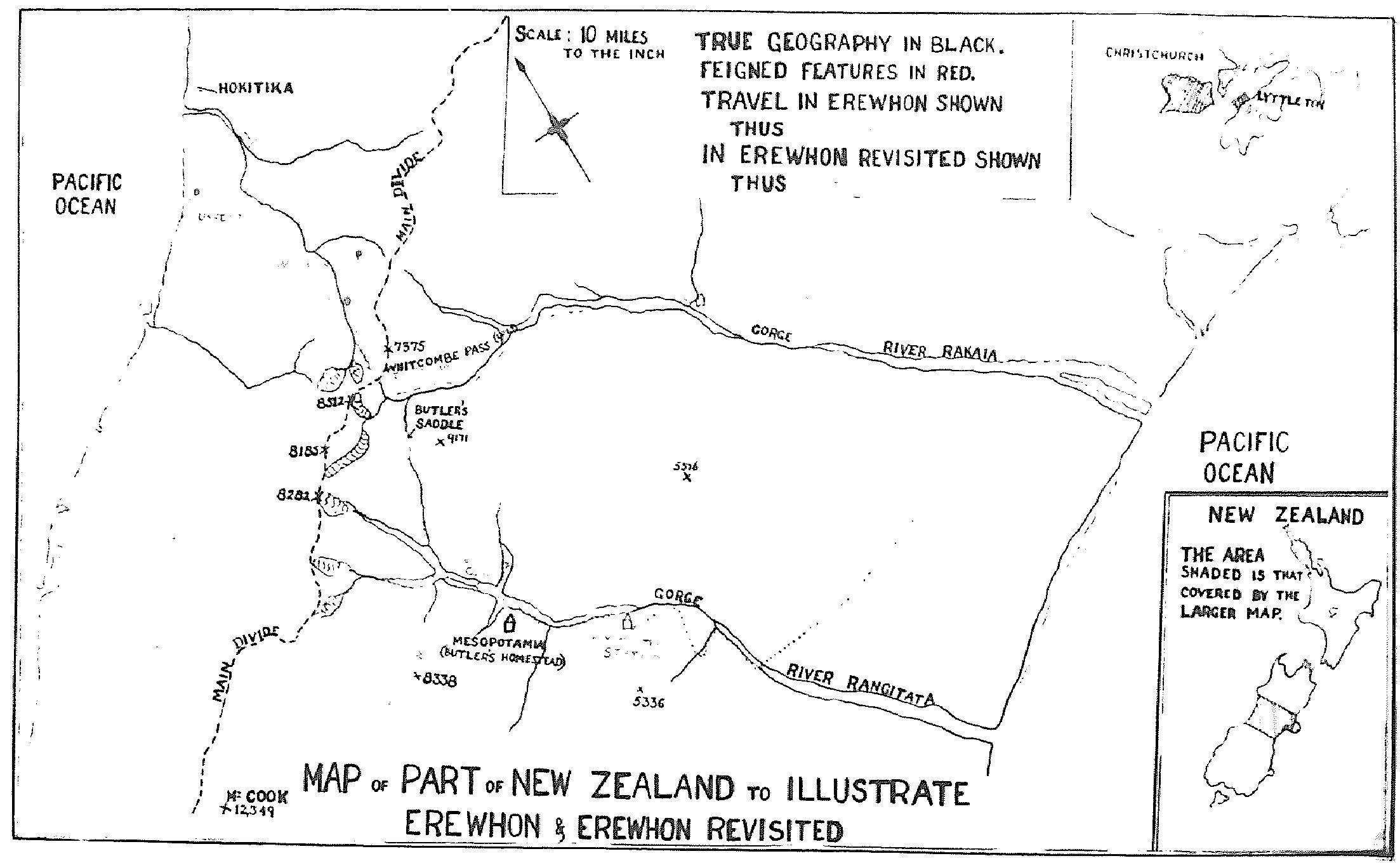
《에레혼》과 《에레혼 재방문》에 나온 뉴질랜드 일부 지도

《에레혼: 또는, 다양성 너머》(Erewhon: or, Over the Range)는 1872년에 처음 익명으로 출판된 새뮤얼 버틀러의 소설로, 주인공이 발견하고 탐구한 가상 국가를 배경으로 한다. 버틀러는 글자 "h"와 "w"가 바뀌었지만 뒤집으면 "nowhere"라는 단어로 이해되는 제목을 의미했다. 이 책은 빅토리아 사회에 대한 풍자이다.
에레혼의 발견을 다룬 소설의 처음 몇 장은 사실 뉴질랜드에서 버틀러 자신의 경험을 바탕으로 한 것이다. 그는 젊은 시절 메소포타미아 기지에서 약 4년 (1860 ~ 64) 동안 양 농부로 일했고 남섬 내부의 일부를 탐험했으며, 《캔터베리 정착지에서의 첫 해》 (1863)에 그 이야기를 썼다.
이는 다윈이 최근에 출판한 《종의 기원》 (1859)과 산업 혁명 (18세기 말에서 19세기 초)에 개발된 기계의 영향을 받아 인공 지능에 대한 발상을 처음으로 분석한 소설 중 하나이다. 특히, 3장의 "기계의 책"에서 인공 의식과 자기복제 기계가 잠재적으로 위험하다는 발상과 관련이 있다.

## 같이 보기
- 나시레마